# Enquelga

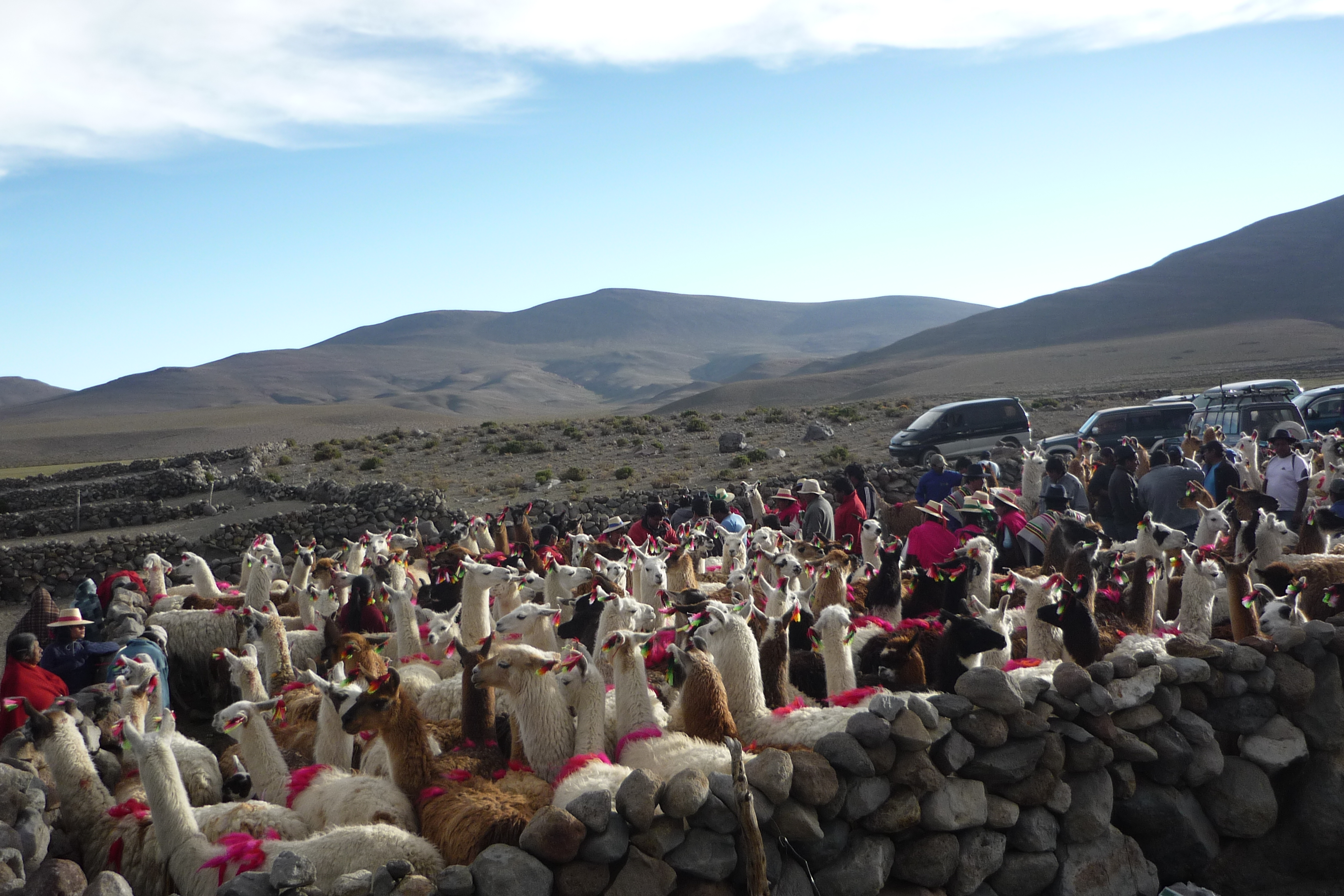
Floreo de Llamas en Enquelga, 2011.

Enguelga (del aimara: lugar de cenizas) es un poblado aymara altiplánico. Se ubica a 6 kilómetros al oeste de Isluga, en la comuna de Colchane, Región de Tarapacá, Chile. Está situado en el interior del parque nacional Volcán Isluga a 3869 metros sobre el nivel del mar, al pie del bofedal de Enquelga. A esta localidad pertenecen también otras dos comunidades más pequeñas, Caraeguano y Chipicollo.
Actualmente es un poblado de aproximadamente 90 casas en piedra. Cuenta con aguas termales, escuela, primeros auxilios, alojamiento, energía eléctrica (en las tardes) y el centro administrativo del parque nacional Volcán Isluga.

## Historia
Si bien no existe una fecha exacta de fundación del pueblo, las viviendas más antiguas del pueblo datan de aproximadamente 1850, construidas en adobe por las familias Castro,Condorí y Mamani, cuyos descendientes siguen habitando en el lugar.

## Actividades económicas
Sus habitantes viven de la agricultura de quinua y papa, ganadería de llamas y alpacas, además del turismo y la artesanía de tejidos.

### Festividades
- El día 2 de mayo se celebra a San Felipe.[4]
- Duranre febrero se realiza el floreo, tradición aymara que consiste en la marcación de llamas y alpacas, adornarlos con flores de lana de diferentes colores.[5]